# Grace Gregory
Grace Gregory (* 1910 in Missouri; † 14. November 1985 in Los Angeles, Kalifornien) war eine US-amerikanische Szenenbildnerin, die zwei Mal in ihrer Karriere für den Oscar für das beste Szenenbild nominiert war. Im Laufe ihrer fünfundzwanzigjährigen Tätigkeit schuf sie die Szenenbilder für über 350 Film- und Fernsehproduktionen.

## Leben und Karriere
Grace Gregory Jones, geboren 1910 im Bundesstaat Missouri, begann ihre Tätigkeit als Szenenbildnerin in Hollywood im Jahr 1947. Während ihrer Laufbahn arbeitete sie praktisch für alle Filmgenres. Bis Mitte der 1950er Jahre schuf Gregory die Szenenbilder für Filme wie Liebesrausch auf Capri, Wenn die Marabunta droht, Elefantenpfad, Weiße Weihnachten oder Die Brücken von Toko-Ri. Bei der Oscarverleihung 1955 war sie für den Oscar in der Kategorie Bestes Szenenbild für das Filmdrama Ein Mädchen vom Lande mit Grace Kelly zusammen mit Hal Pereira, Roland Anderson und Sam Comer nominiert.
Danach arbeitete sie für Kinoproduktionen wie Wir sind keine Engel, An einem Tag wie jeder andere, Der Berg der Versuchung, Sturm über Persien, Die Teufelskurve oder Hausboot. Für die Kinoproduktion Verliebt in einen Fremden mit Natalie Wood und Steve McQueen in den Hauptrollen war sie im Jahr 1964 erneut für den Oscar nominiert. Wieder zusammen mit Pereira, Anderson und Comer.
Neben ihrer Tätigkeit beim Film schuf sie zwischen 1959 und 1972 auch die Szenenbilder für 323 Episoden der Fernsehserie Bonanza.

## Auszeichnungen (Auswahl)
- 1955: Oscar-Nominierung in der Kategorie Bestes Szenenbild bei der Verleihung 1955 für Ein Mädchen vom Lande zusammen mit Hal Pereira, Roland Anderson, Sam Comer
- 1964: Oscar-Nominierung in der Kategorie Bestes Szenenbild bei der Verleihung 1964 für Verliebt in einen Fremden zusammen mit Hal Pereira, Roland Anderson, Sam Comer

## Filmografie (Auswahl)

### Kino
| - 1947: The Perfect Marriage - 1947: Die widerspenstige Gattin (Suddenly It's Spring) - 1947: Goldene Ohrringe (Golden Earrings) - 1948: The Sainted Sisters - 1948: Dream Girl - 1948: Isn’t It Romantic? - 1949: Frau in Notwehr (The Accused) - 1949: Blutige Diamanten (Rope of Sand) - 1949: My Friend Irma - 1950: Liebesrausch auf Capri (September Affair) - 1951: Peking-Expreß (Peking Express) - 1951: Darling, How Could You! - 1951: Spione, Liebe und die Feuerwehr (My Favorite Spy) - 1952: The Turning Point - 1952: Eintritt verboten (Off Limits) - 1953: Donner in Fern-Ost (Thunder in the East) - 1953: The Girls of Pleasure Island - 1953: Weiße Herrin auf Jamaica (Jamaica Run) - 1953: Here Come the Girls - 1954: Der Schatz der Jivaro (Jivaro) - 1954: Wenn die Marabunta droht (The Naked Jungle) - 1954: Elefantenpfad (Elephant Walk) - 1954: Weiße Weihnachten (White Christmas) - 1954: Die Brücken von Toko-Ri (The Bridges at Toko-Ri) - 1954: Ein Mädchen vom Lande (The Country Girl) - 1955: Wir sind keine Engel (We're No Angels) - 1955: An einem Tag wie jeder andere (The Desperate Hours) - 1955: Ich will, dass du mich liebst (Lucy Gallant) | - 1956: Broadway-Zauber (Anything Goes) - 1956: Die falsche Eva (The Birds and the Bees) - 1956: König der Vagabunden (The Vagabond King) - 1956: The Search for Bridey Murphy - 1956: Der Berg der Versuchung (The Mountain) - 1957: Die Nacht kennt keine Schatten (Fear Strikes Out) - 1957: Sturm über Persien (Omar Khayyam) - 1957: Schicksalsmelodie (The Joker Is Wild) - 1957: Die Teufelskurve (The Devil's Hairpin) - 1958: Begierde unter Ulmen (Desire Under the Elms) - 1958: Flammen über Maracaibo (Maracaibo) - 1958: Der Koloss von New York (The Colossus of New York) - 1958: The Party Crashers - 1958: As Young as We Are - 1958: Hausboot (Houseboat) - 1959: So etwas von Frau! (That Kind of Woman) - 1959: Fünf Pennies (The Five Pennies) - 1959: Li’l Abner - 1960: Die Dame und der Killer (Heller in Pink Tights) - 1963: My Six Loves - 1963: Verliebt in einen Fremden (Love with the Proper Stranger) - 1959–1972: Bonanza (Fernsehserie, 323 Episoden) - 1947: Paris in the Spring |